# Andrea Rovatti
Andrea Rovatti (Montecchio Emilia, 28 novembre 1996) è un cestista italiano.